# 田平郵便局
田平郵便局（たびらゆうびんきょく）は、長崎県平戸市にある郵便局。民営化前の分類では集配特定郵便局であった（現在は集配機能を廃止）。

## 概要
住所：〒859-4825 長崎県平戸市田平町山内免463
田平町の北部、日の浦地区の市街地からたびら平戸口駅へ向かう途中の国道204号に面している。

## 沿革
- 1880年（明治13年）9月16日 - 北松浦郡小手田村（当時）日の浦に、日ノ浦（ひのうら）郵便局（五等）として開局[1]。初代郵便取扱役（1885年以降は局長）に西十一郎就任[2]。
- 1885年（明治18年）10月1日 - 郵便貯金事務を開始。
- 1886年（明治19年）5月14日 - 貯金取扱を廃止。
- 1892年（明治25年）7月1日 - 貯金取扱を再開。
- 1896年（明治29年）7月1日 - 為替取扱を開始。
- 1901年（明治34年）8月1日 - 田平郵便局に改称。
- 1901年（明治34年）12月21日 - 電信業務を開始、田平郵便電信局となる。
- 1903年（明治36年）4月1日 - 通信官署官制の施行に伴い田平郵便局となる。
- 1910年（明治43年）4月21日 - 南田平郵便局に改称。
- 1955年（昭和30年）9月11日 - 田平郵便局に改称。それまでの田平郵便局は、同日、東田平郵便局に改称された[3]。
- 1962年（昭和37年）6月1日 - 国際電報受付・配達および国内欧文電報受付・配達の各業務を平戸電報電話局に移管。
- 1967年（昭和42年）10月29日 - 東田平郵便局から和文電報配達事務を移管。
- 1971年（昭和46年）5月 - 局舎新築落成。
- 1973年（昭和48年）3月22日 - 電話自動化に伴い日本電信電話公社から受託していた電話交換事務を平戸電報電話局に移管。
- 2007年（平成19年）10月1日 - 民営化に伴い、併設された郵便事業佐世保支店田平集配センターに一部業務を移管。
- 2012年（平成24年）10月1日 - 日本郵便株式会社発足に伴い、郵便事業佐世保支店田平集配センターを田平郵便局に統合。
- 2016年（平成28年）2月22日 - 集配業務を平戸郵便局に移管し、無集配局となる。

## 取扱内容
- 郵便、印紙、ゆうパック、内容証明
- 貯金、為替、振替、振込、国際送金、国債
- 生命保険、バイク自賠責保険
- ゆうちょ銀行ATM

## 周辺
- 平戸市役所田平支所
- 平戸大橋
- 田平港
- 城山公園
- 田平公園

## アクセス
- 松浦鉄道西九州線 たびら平戸口駅から徒歩約3分
- 西肥バス 平戸口駅前停留所下車
- 国道204号沿い
- 駐車場あり：6台